# Gudomiedź
Gudomiedź (lit. Gudamedis; pol. hist. Gudomis) – wieś na Litwie, w okręgu wileńskim, w rejonie wileńskim, w gminie Podbrzezie.

## Historia
W dwudziestoleciu międzywojennym dwa zaścianki i folwark leżące w Polsce, w województwie wileńskim, w powiecie wileńsko-trockim, w gminie Podbrzezie. W 1931 miejscowość liczyła:
- folwark Gudomiedź – 8 mieszkańców, zamieszkałych w 1 budynku,
- zaścianek Gudomiedź I – 52 mieszkańców, zamieszkałych w 10 budynkach,
- zaścianek Gudomiedź II – 4 mieszkańców, zamieszkałych w 1 budynku[2].

Po II wojnie światowej w granicach Związku Sowieckiego. Od 1991 na niepodległej Litwie.